# لاکپا شرپا

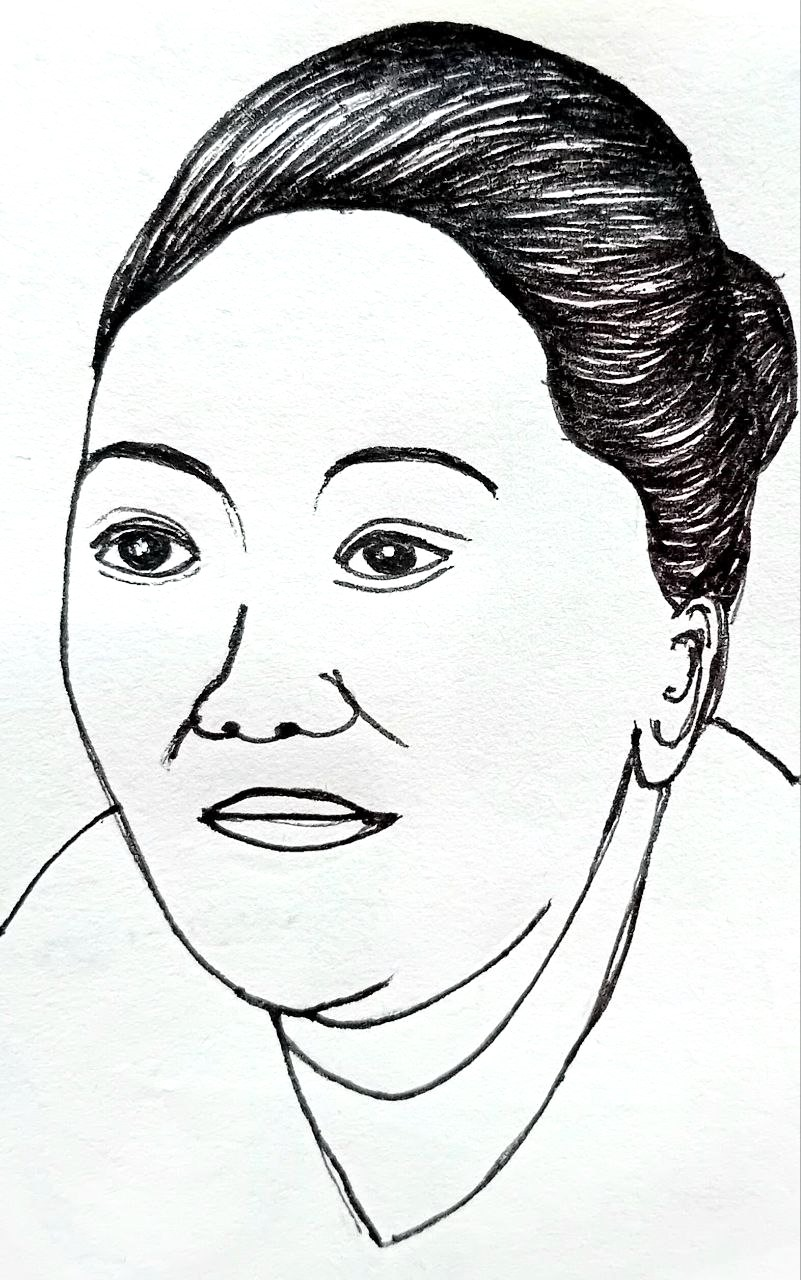
پرترهٔ لاکپا شرپا، کوهنورد اهل کشور نپال

لاکپا شرپا کوهنورد اهل نپال است. لاکپ نه بار به قله اورست صعود کرده‌است و در بین زنان جهان از این نظر رکوردار است. در سال ۲۰۰۰ او اولین زن نپالی شد که از کوه اورست بالا رفته و با موفقیت به قلهٔ آن صعود کرد. لاکپا در ماکالو نپال رشد کرد و ده تا خواهر و برادر داشت. او دو دختر و یک پسر دارد.
او با جورج Dijmarescu رومانیایی-آمریکایی ازدواج کرد و ۱۲ سال با هم زندگی کردند. آن‌ها در سال ۲۰۰۰ همدیگر را در کاتماندوی نپال دیده و در سال ۲۰۰۲ با هم ازدواج کردند. در سال ۲۰۱۶ دوباره در اخبار مختلف به عنوان زنی که بیشترین تعداد صعود به اورست را دارد مورد توجه قرار گرفته و هفتمین صعودش به اورست را کامل کرد.
لاکپا در ماکالو نپال رشد کرد و در سال ۲۰۰۰ رهبر یک گروه اکتشافی بود که شرکت تراکینگ آسیایی حامی مالی آن بود. در ۱۸ دسامبر سال ۲۰۰۰ او اولین زن نپالی شد که به قله اورست صعود کرده و زنده مانده‌است. این صعود با زنان نپالی اعزامی هزاره بود.
در سال ۲۰۰۳ پی‌اس‌یو ایالات متحده اشاره کرد که شرپا برای سومین بار -که در آن زمان بیشترین تعداد صعود یک زن بود- به اورست صعود کرده‌است. در ماه مه سال ۲۰۰۳ با خواهر و برادرش به قله رسید. خواهر کوچکش مینگما در تاریخ ۲۲ ماه مه سال ۲۰۰۳ زمانی که پانزده ساله بود به قله رسید. (او به همراه لکپا و گِلو صعود کرد) بنابراین جوانترین زن و فردی شد که به اورست صعود کرده‌است (صفحات تِمبا تشری و جردن رومرو را هم ببینید). برادر او مینگما گِلو شرپا تا سال ۲۰۱۶ هشت بار به قله اورست صعود کرده‌است. بی‌بی‌سی اشاره کرد زمانی که در سال ۲۰۰۳ سه نفری با هم به قله اورست رسیدند اولین گروه خواهر و برادری بودند که به قله رسیده‌اند و نامشان در رکوردهای گینس ثبت شده‌است. در سال ۲۰۰۴ در سفر اکتشافی کانیتکات ۲۰۰۴ اورست حادثه‌ای رخ داد که موجب بحث‌های مختلفی در مورد صعود شد.
از سال ۱۹۹۹ تا سال ۲۰۰۷ جورج نه بار و لاک‌پا شش بار به اورست صعود کرده بودند. آن سال آن‌ها با کمک‌های مالی تعاونی مدرسه پرستاری کواکر لین در برنامه‌ای در مورد سفر سال ۲۰۰۷ خود توضیح دادند. جورج و لاک‌پا ۵ بار با هم به قله اورست صعود کردند. در سال ۲۰۰۸ جورج سرطان گرفت که صورتحساب‌های پزشکی را به دنبال داشت این مسئله را یکی از عوامل ایجاد تنش در زندگی زناشویی آن‌ها دانسته‌اند.
در هفته تولد او نام روز تولدش (چهارشنبه) لاک‌پا گذاشته شده‌است. اگرچه لاک‌پا در نپال به دنیا آمده‌است ولی اکنون ساکن ایالات متحده است و مشغول نگهداری از سه فرزندش و کارهای مختلفی است. او در ایالات متحده در فروشگاه ۷-ایلون کار کرده‌است. به‌هرحال در مصاحبه‌ای به اشتیاقش به کوه اشاره کرد، حالتی که به نوشته دیلی تلگراف انگلستان پیش از او در کوهنوردانی مثل جرج مالوری و یوشیرو میرو مشاهده شده بود.
در سال ۲۰۱۶ او از تبت (چین) به اورست صعود کرد و این هفتمین صعود او بود. رئیس انجمن صعود کنندگان به اورست، مایا شرپا، زن نپالی که در ارتفاعات بالا کار می‌کند هم از نپال به قله اورست صعود کرد. مایا شرپا هم دیگر زن نپالی دارنده رکورد صعود به اورست است، او به کی۲ (دومین قله بلند بعد از اورست) هم صعود کرده‌است.

## تاریخ صعودها
صعود به اورست:
- ۲۰۰۰[۴]
- ۲۰۰۱[۵]
- ۲۰۰۳[۵][۸]
- ۲۰۰۴[۵][۱۵]
- ۲۰۰۵[۵][۱۶]
- ۲۰۰۶[۵][۱۷]
- ۲۰۱۶[۱][۱۴]
- ۲۰۱۷
- ۲۰۱۸

؛ سفرهای دیگر:
- در سال ۲۰۱۰ به کی۲ اعزام شد، اما به کمپ ۳ رسیده و پیش از صعود به قله به علت هوای بد بازگشت.[۲][۷]
- در سال ۲۰۱۵ به اورست اعزام شد، اما تا کمپ اصلی در تبت بالا رفته و به علت زلزله بهار در هیمالیا به قله نرسیده بازگشت.[۲](صفحه زمین‌لرزه نپال (۲۵ آوریل ۲۰۱۵) را ببینید)